# 완미관계
《완미관계》(중국어 간체자: 完美关系, 정체자: 完美關係, 병음: Wán měi guān xì 완메이관시[*], 영어: Perfect Partner 퍼펙트 파트너[*])는 2020년 방송되었던 중국의 드라마이다.

## 소개
- 아버지의 광고 홍보 회사를 인수하여 위기를 해결하기 위해 업계의 유명한 광고 홍보 전문가를 파트너로 데려오며 벌어지는 이야기를 그린 드라마

## 등장 인물
- 황쉬안 - 웨이저 역
- 퉁리야 - 장다린 역
- 천슈 - 사대라 역
- 가오루 - 수청 역
- 진목양 (陈牧扬) - 두웨이란 역
- 이택봉 - 심영걸 역
- 왕삼 (Wilson Wang) - 접동렬 역
- 전의동 (田依桐) - 방니 역
- 원자운 (Sonia Yuan) - 아이미 역
- 조운김 (曹云金) - 경예 역
- 처샤오 (車曉) - 섭영자 역
- 왕정 (王汀) - 왕초 역
- 장신위 - 배유 역
- 인소천 (印小天) - 홍차 역
- 주영등 (朱泳腾) - 당정 역
- 프린스 맥 (Henry) - 링컨 역
- 임동보 (林栋甫) - 장원붕 역
- 장카이리 - 리밍루 역
- 우항 (于恆) - 탄신카이 역
- 마량 (马亮) - 설의 역